# Favorite Blue
Favorite Blue（フェイバリット ブルー）は、日本の音楽ユニット。2000年活動休止、2002年正式に活動終了。

## 来歴
1996年6月12日にシングル『愛よりも激しく、誰よりも愛しく』でデビュー。
1997年2月5日に発売された1stアルバム『DREAM & MEMORIES』、 1998年2月18日に発売された2ndアルバム『Missing place』ではオリコンアルバムウィークリーチャートで1位を獲得した。
1999年6月、初の全国ツアー「LIVE CIRCUIT'99」を開催。会場は福岡ドラムロゴス（6/10）、 名古屋クラブクアトロ（6/12）、大阪クラブクアトロ（6/13）、広島ナミキジャンクション（6/15）、東京クラブクアトロ（6/18）。
2000年2月2日、ベスト・アルバム『FB BEST〜eternal trax〜』のリリースを最後に活動停止。また同日に発売された『FB BEST～eternal pictures～』はエイベックスがリリースした最初のDVD-Video作品となった。
2002年4月、木村が在籍するmove（後にm.o.v.eに改名）のホームページで「Favorite Blue木村貴志」として正式に活動終了を表明。4thアルバム（未発売）制作終了時に松崎からFavorite Blueとしての活動を終わらせたい話があったためだとしている。
活動停止後、松崎は2人組ユニットmamy dropを結成するが2006年4月に活動停止、以降は音楽活動自体も行っていない。一方、木村は上述のm.o.v.eを2009年4月に卒業するが、音楽活動及びプロデューサー業は引き続き行っている。また、メンバー同士の交流は続いている。
2023年2月、YouTubeのavex公式チャンネルで、ミュージック・ビデオの公開が始まる。
作曲、編曲担当の木村は、サウンド面ではZARDを参考にしていたことを後に自身のブログで述べている。
エイベックス所属で同じ1996年デビューのEvery Little Thingはボーカル同士・プレイヤー同士が仲良く、一緒にテレビ番組に出演したこともあった。

## メンバー
- 木村貴志（きむら たかし、1968年1月25日 - ） ギター、キーボード、作曲、編曲担当

- 松崎麻矢（まつざき まや、1971年2月24日 - ） ヴォーカル、作詞担当

## ディスコグラフィー

### シングル
| #    | 発売日         | タイトル                                            | 規格品番   | 最高位 | 備考 |
| ---- | -------------- | --------------------------------------------------- | ---------- | ------ | ---- |
| 1st  | 1996年6月12日  | 愛よりも激しく、誰よりも愛しく                      | AVDD-20133 | 41位   |      |
| 2nd  | 1996年9月25日  | Active, my dream                                    | AVDD-20150 | 30位   |      |
| 3rd  | 1996年11月27日 | SHAKE ME UP!                                        | AVDD-20164 | 38位   |      |
| 4th  | 1997年4月30日  | Movin'oN                                            | AVDD-20179 | 30位   |      |
| 5th  | 1997年7月30日  | Change by me                                        | AVDD-20196 | 28位   |      |
| 6th  | 1997年8月21日  | true gate                                           | AVDD-20200 | 29位   |      |
| 7th  | 1997年12月3日  | さよならより永遠の中で                              | AVDD-20209 | 29位   |      |
| 8th  | 1998年1月21日  | Missing place                                       | AVDD-20227 | 30位   |      |
| 9th  | 1998年7月15日  | close my love                                       | AVDD-20232 | 34位   |      |
| 10th | 1998年11月5日  | Let me go!                                          | AVDD-20259 | 43位   |      |
| 11th | 1998年12月2日  | truth of love                                       | AVDD-20281 | 37位   |      |
| 12th | 1999年3月31日  | PRIDE ～close to you～                              | AVDD-20310 | 43位   |      |
| 13th | 1999年5月8日   | solitude                                            | AVDD-20304 | 45位   |      |
| 14th | 1999年9月22日  | next days→                                          | AVCD-30046 | 46位   |      |
| 15th | 2000年1月26日  | sometime, somewhere ～Snowball fallin' on my head～ | AVCD-30069 | 57位   |      |

### アルバム
| #          | 発売日        | タイトル                | 規格品番   | 最高位 | 備考 |
| ---------- | ------------- | ----------------------- | ---------- | ------ | ---- |
| 1st        | 1997年2月5日  | DREAM & MEMORIES        | AVCD-11535 | 1位    |      |
| 2nd        | 1998年2月18日 | Missing place           | AVCD-11626 | 1位    |      |
| リミックス | 1998年8月12日 | FB in the remix         | AVCD-11656 | 9位    |      |
| 3rd        | 1999年6月16日 | solitude                | AVCD-11713 | 5位    |      |
| ベスト     | 2000年2月2日  | FB BEST〜eternal trax〜 | AVCD-11770 | 3位    |      |

### 映像作品
| 発売日        | タイトル                     | 規格品番   | 規格品番   | 備考 |
| 発売日        | タイトル                     | VHS        | DVD        | 備考 |
| ------------- | ---------------------------- | ---------- | ---------- | ---- |
| 1998年8月26日 | FB visual trax               | AVVD-90045 |            |      |
| 2000年2月2日  | FB visual trax II            | AVVD-90068 |            |      |
| 2000年2月2日  | FB BEST ～eternal pictures～ |            | AVBD-91001 |      |

## タイアップ一覧
| 使用年       | 曲名                                                      | タイアップ                                                                             |
| ------------ | --------------------------------------------------------- | -------------------------------------------------------------------------------------- |
| 1996年       | 愛よりも激しく、誰よりも愛しく                            | テレビ朝日系ウイークエンドドラマ『変 ［HEN］』テーマソング                             |
| 1996年       | 愛よりも激しく、誰よりも愛しく                            | テレビ朝日系『桃かん』テーマソング                                                     |
| 1996年       | 愛よりも激しく、誰よりも愛しく                            | 童夢 CMソング                                                                          |
| 1996年       | Active, my dream                                          | 日本生命「アクティブパック」CMソング                                                   |
| 1996年       | Active, my dream                                          | プレイステーション用レースゲーム『JGTC -ALL JAPAN GRAND TOURING CAR CHAMPIONSHIP-』BGM |
| SHAKE ME UP! | テレビ朝日系ウイークエンドドラマ『しようよ♡』テーマソング |                                                                                        |
| 1997年       | Movin'oN                                                  | テレビ朝日系『目撃!ドキュン〜今夜の決断〜』エンディングテーマ                          |
| 1997年       | Change by me                                              | 花王「ソフィーナ オーブ ルージュドレシャス」CMソング                                   |
| 1997年       | true gate                                                 | ハドソン セガサターン用ソフト「VIRUS」テーマソング/CMソング                            |
| 1997年       | さよならより永遠の中で                                    | 東映配給映画『北京原人 Who are you?』主題歌                                            |
| 1998年       | Missing place                                             | 花王「ソフィーナ オーブ ルージュ フィーリア」CMソング                                  |
| 1998年       | close my love                                             | TBS系『COUNT DOWN TV』1998年7月度エンディングテーマ                                    |
| 1998年       | Let me go!                                                | フジテレビ系アニメ『ドクタースランプ』エンディングテーマ（第34話 - 第45話）            |
| 1998年       | truth of love                                             | 洋服の青山「リクルートスーツフェア」CMソング                                           |
| 1999年       | PRIDE -close to you-                                      | カネボウ化粧品「REVUEトランスマットファンデーション」CMソング                          |
| 1999年       | solitude                                                  | TBS系 金曜ドラマ『週末婚』挿入歌                                                       |
| 1999年       | next days→                                                | 賃貸住宅ニュース社「週刊CHINTAI」CMソング                                              |
| 1999年       | next days→                                                | テレビ神奈川『チャンネル@』10月度エンディングテーマ                                    |
| 2000年       | sometime, somewhere ～Snowball fallin' on my head～       | 慶應進学会 CMソング                                                                    |

## メディア出演

### CM
- 日本生命「アクティブパック」（1996年）
- 洋服の青山「リクルートスーツフェア」（1998年）